# ヴァンガード1号
ヴァンガード1号（ID: 1958-Beta 2）はアメリカ合衆国が1958年に打ち上げた人工衛星。世界で4機目の衛星であり、太陽電池パネルを利用したものとしては最初の衛星である。また、1964年の通信途絶まで交信が続き、2013年3月現在も軌道を維持しており、人類が宇宙に打ち上げ、軌道上に残っているものでは最古の物となっている。ヴァンガード計画の3段打ち上げロケットの能力、衛星に対する宇宙環境の影響、地球周回軌道上での効果等の試験のために設計された。また、ヴァンガード1号の軌道を解析することで、地球は完全な回転楕円体ではなく、南北で非対称な形状をしていることなども明らかになった。

## 設計
ヴァンガード1号はアルミニウム製で球形をしており重さは1.47kg、直径は165mm。水銀電池の電力で稼動する10mW、108MHzの送信機と、衛星の本体に搭載された6セルの太陽光パネルで稼動する5mW、108.08MHzの送信機がある。6本の短いアンテナが本体から突き出している。送信機は衛星の内部データのモニタリングなどのエンジニアリング目的や、その軌道位置の測定などを主な目的として搭載されたが、そのほかに衛星-地上局間の電離圏全電子数の測定にも使われた。内部にサーミスタを積んでおり、断熱の効力を確認するために内部温度を16日間にわたって測定した。バックアップ用のヴァンガード1号はカンザスコスモスフィア・宇宙センターに展示されている。
この実験は打ち上げの前、大規模に計画された。最初はアメリカ海軍研究所が円錐状の外観を持つ衛星を提案した。この提案はフェアリング分離と排出メカニズム、それらに関連する重さと破損モデルの要求からふるい落とされた、また衛星から発信される電波を追うことで、その軌道を測定したいと考えられた。計画の初期にはベーカー＝ナン カメラと人間の監視による光学追跡が加えられた。科学者の研究班は外観を球体に変えることを提案し、最低20インチ、願わくば30インチの直径が求められた。球体は大きさだけに比例する一定の光反射と一定の抵抗係数を持ち、円錐はその方向によって様々な特徴を持っていた。アイオワ大学のジェームズ・ヴァン・アレンは円筒形の衛星を提案し、これはエクスプローラー1号となっている。海軍研究所は最終的に直径6.4インチの球形の「テスト機」に合意し、次の衛星に直径20インチの物が示された。サイズの縮小は初期の衛星では器具の減少であったが、これによる重量の最小化は受け入れ可能であると考えられた。

## 任務
ヴァンガードの3段目は周期134.2分、軌道傾斜角34.25°、高度654×3969kmの楕円軌道に投入された。もともとの見積もりでは軌道は2000年間維持されると考えられていたが、高レベルな太陽活動時の太陽輻射圧と抗力によって、衛星の近地点で著しい摂動がおこり、これが期待された寿命に大きく影響して軌道減衰は240年になった。ヴァンガード1号は地球周回軌道から7年にわたって信号を伝えた。

## 結果

### 電波ビーコン
水銀電池から給電された10mW、108 MHz帯域の通信機と、太陽電池から給電された5mW、108.08MHzの通信機が、電波位相比較角度追従システムのために用いられた。このシステムにより、ヴァンガード1号の軌跡は詳細に記録された。記録されたヴァンガード1号の軌道データをもとに、地球の形状は、南北で非対称であることなどが明らかになった。この軌道データもとに導き出された北半球がわずかに小さく、南半球がわずかにふくらんだ南北非対称の地球のその形状は、洋ナシの形に喩えられることもある。また、この電波信号は、信号を受信した地上局と衛星間の電離圏全電子数の算出にも用いられた。
水銀電池駆動の通信機は内部の温度を16日間にわたって送信し、20日間にわたって位置追跡用の信号を送信し続けた。太陽電池駆動の通信機は6年以上も機能した。その信号は徐々に弱体化し、最後の信号は1964年にエクアドルのキトで受信され、その後衛星は光学的に追跡されている。

### 衛星の引き出した大気濃度
均衡の取れた形から、ヴァンガード1号は実験者によって高度、緯度、季節、太陽活動の作用と上層大気の密度の測定のために使われた。衛星は残留大気の抵抗によって予想された位置より少し遅れ、蓄積して遅れは徐々に大きくなった。本体の抵抗特性と計測速度と軌道シフトのタイミングから、適切な大気のパラメータが逆算された。この計算で大気圧とこれによる抵抗と予想よりも高い軌道崩壊が求められ、よって大気が宇宙へ向けてより薄まっているとわかった。
3台のヴァンガード衛星はいまだ軌道にあり、抵抗特性は本質的に変わっていないため、50年にわたって大気の基準データを作っている。

## 滞空記録
ヴァンガード1号は最も長く宇宙に存在する人工物の記録を保有している。2008年3月17日には50周年を迎えた。
アメリカ海軍研究所とNASAの広報についていた職員の小さなグループと、いくつかの政府機関は記念にイベントを行うように求めていた。アメリカ海軍研究所は2008年の3月17日にこのイベントの記念行事を行い、終日集会した。集会はヴァンガードがワシントンD.C.から見える軌道範囲から消えるころ、衛星軌跡のシミュレーションで終わった。米国科学アカデミーは国際地球観測年から50周年になるのを記念していくつかのセミナーを予定しており、これは唯一の公式式典として知られている。

## 註
1. ↑  “U.S. Space Objects Registry”. 2009年5月21日時点のオリジナルよりアーカイブ。2009年6月25日閲覧。
2. ↑  Vanguard I the World's Oldest Satellite Still in Orbit, accessed September 24, 2007 Archived 2007年9月16日, at the Wayback Machine.
3. ↑  http://oai.dtic.mil/oai/oai?verb=getRecord&metadataPrefix=html&identifier=AD0419878
4. ↑  “Vanguard 1”.   NASA. 2008年3月25日閲覧。
5. ↑  Rosenthal, Alfred. “A record of NASA space missions since 1958”. NASA.   NASA Technical Reports Server. 2011年9月24日閲覧。
6. ↑  国際地球観測年科学衛星のために使われた帯域である。
7. ↑  “Sounds from the First Satellites”.   AMSAT (2006年12月15日). 2008年3月17日閲覧。
8. ↑  Vanguard I celebrates 50 years in space
9. ↑  Vanguard Approaches Half A Century In Space, Space Ref Interactive, by Keith Cowing, November 4, 2007